# Anibare
Anibare este un district din Nauru cu 250 locuitori aproximativ și o suprafață de 3,1 km². Este cel mai mare district din Nauru.